# Hawker Nimrod
Гоукер Німрод (англ. Hawker Nimrod) — британський палубний одномоторний винищувач-біплан, що перебував на озброєнні військово-повітряних сил ВМФ Британії в міжвоєнний період.

## Історія

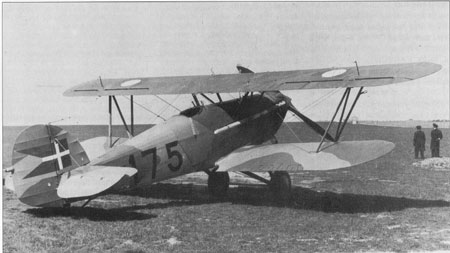
«Німроддерне» Королівських ВМС Данії

В 1924 році на озброєння флоту був прийнятий Fairey Flycatcher який мав максимальну швидкість 214 км/год, що було доволі мало навіть коли його приймали на озброєння. Тому ще в 1926 році міністерство авіації видало специфікацію на новий літак і Hawker Aircraft запропонували біплан Hawker Hoopoe з радіальним двигуном, але від нього відмовились. Проте поєднавший цей проект з успішним винищувачем Hawker Fury було запропоновано новий проєкт з перевіреними чистими аеродинамічними формами який неофіційно називався «Норн» (англ. Norn).
З прийняттям на озброєння літак отримав офіційну назву «Німрод» (англ. Nimrod) і перший серійний літак здійнявся в повітря 14 жовтня 1931 року. В 1932 році вони почали надходити на озброєння берегових ескадрилей 402-ї, 408-ї і 409-ї. В 1933 році перші «Німроди» були надіслані на авіаносці «Корейджес», «Глорієс» і «Ф'юріос». В вересні 1933 року почалось виробництво наступної модифікації «Німрод Mk.II» з посадковим гаком і відповідно посиленою структурою і потужнішим двигуном. Більшість з 57 виготовлених «Німрод Mk.I» пізніше були доведені до цієї модифікації. Також «Німрод Mk.II» мав виготовлятись з нержавіючої сталі, але по факту такими були тільки перші три літаки, а наступні 27 виготовлялись з стандартних для Hawker алюмінієвих сплавів і звичайної сталі.
На відміну від багатьох інших літаків «Німрод» не зміг отримати замовлення від інших країн, Японія і Португалія купили тільки по одному екземпляру для оцінки. Данія купила два і навіть присвоїла нове ім'я для них «Німроддерне» (дан. Nimrodderne), оскільки планувала почати локальне виробництво, але цього так і не відбулось.
В Британії «Німроди» були переведені на навчальні і зв'язкові ролі до початку Другої світової війни, а в липні 1941 року зняті з озброєння повністю. Данські «Німроддерне» стояли на озброєнні під час німецького вторгнення в квітні 1940 року, але через швидкість вторгнення вони навіть не піднялись в повітря.

## Тактико-технічні характеристики

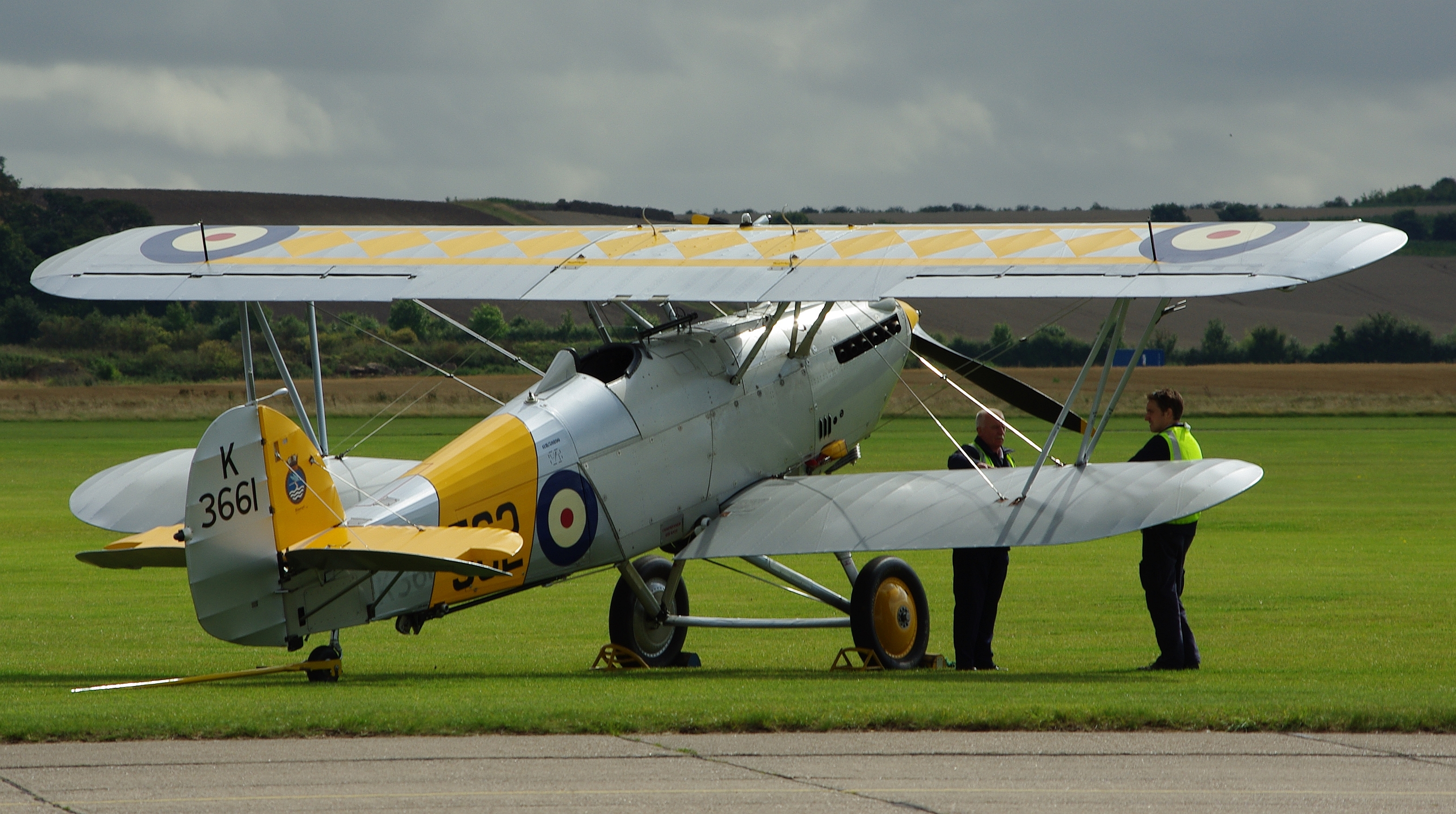
«Німрод Mk.II» з серійним номером K3661 під час авіашоу в Даксфорді в 2008 році.

Дані з Consice Guide to British Aircraft of World War II

### Технічні характеристики
- Екіпаж: 1 особа
- Довжина: 8,09 м
- Висота: 3,0 м
- Розмах крила: 10,23 м
- Площа крила: 27,96 м²
- Маса порожнього: 1413 кг
- Максимальна злітна маса: 1841 кг
- Двигун: Rolls-Royce Kestrel VFP
- Потужність: 608 к. с. (453 кВт.)

### Льотні характеристики
- Максимальна швидкість: 311 км/год (на висоті 4265 м.)
- Крейсерська швидкість: 185 км/год
- Практична стеля: 8535 м
- Час польоту: 1 год 40 хв (на висоті 3050 м.)

### Озброєння
- Кулеметне:
  - 2 × 7,7-мм курсові кулемети
- Підвісне:
  - 4 × 9 кг бомб